# One (Ringo Starr)
One è un brano di Ringo Starr apparso nel suo album Vertical Man del 1998; è stata composta dallo stesso batterista, qui accreditato con il suo vero nome, Richard Starkey, Mark Hudson, Steve Dudas e Dean Micheal Grakal. Questo team ha anche composto, nello stesso album, What... in the World, Mindfield, King of Broken Hearts, la title track, La De Da, I'll Be Fine Everywhere e Puppet. One è stato anche pubblicato su un singolo radiofonico nel Regno Unito dalla Mercury Records, con il numero di serie 566398-2.

## Formazione
- Ringo Starr: voce, batteria, bongos, percussioni
- Mark Hudson: cori, chitarra elettrica, chitarra acustica, tastiere
- Steve Dudas: chitarra elettrica, basso elettrico
- Jeff Baxter: steel guitar a pedale
- Jim Cox: organo Hammond B3
- Scott Gordon: armonica a bocca, percussioni[1][2]